# Heterozancla rubida
Heterozancla rubida är en fjärilsart som beskrevs av Turner 1919. Heterozancla rubida ingår i släktet Heterozancla och familjen stävmalar. Inga underarter finns listade i Catalogue of Life.